# Nyírség
A Nyírség, régies nevén Nyírország az Alföld északkeleti részén található középtáj. A táj nagy része Szabolcs-Szatmár-Bereg vármegyében helyezkedik el, de vannak települések Hajdú-Bihar vármegyében, illetve a romániai Szatmár megyében is.
Környezetétől szigetszerűen elkülönülő terület, északról a Bodrogköz és a Rétköz, keletről a Beregi-sík és a Szatmári-sík, délről az Érmellék és a Berettyó-síkja, nyugatról pedig a Hajdúság és a Hajdúhát határolja.

## Természetföldrajzi jellemzők

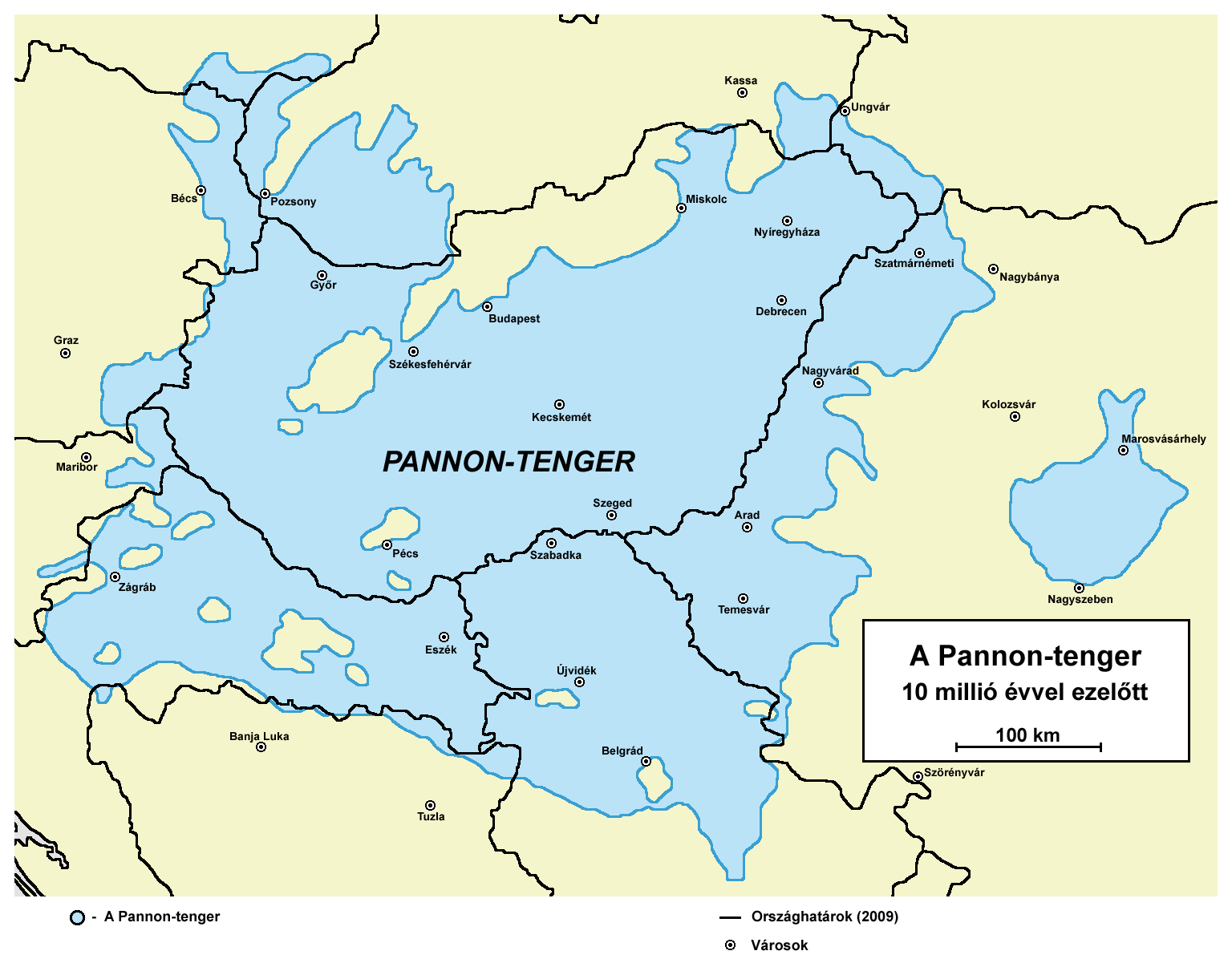
A Pannon-tenger a miocénben

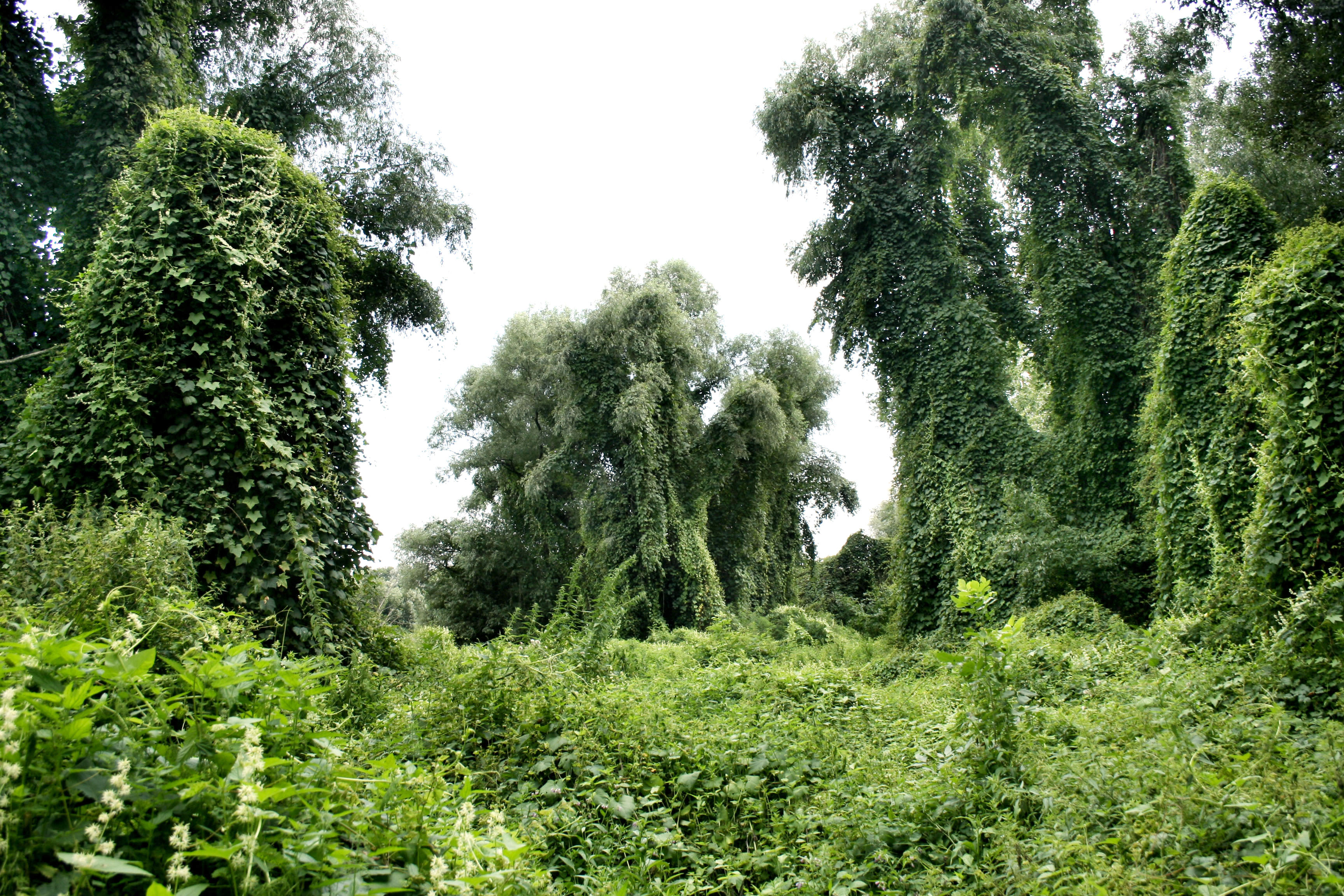
Ártéri erdő a Tisza mentén

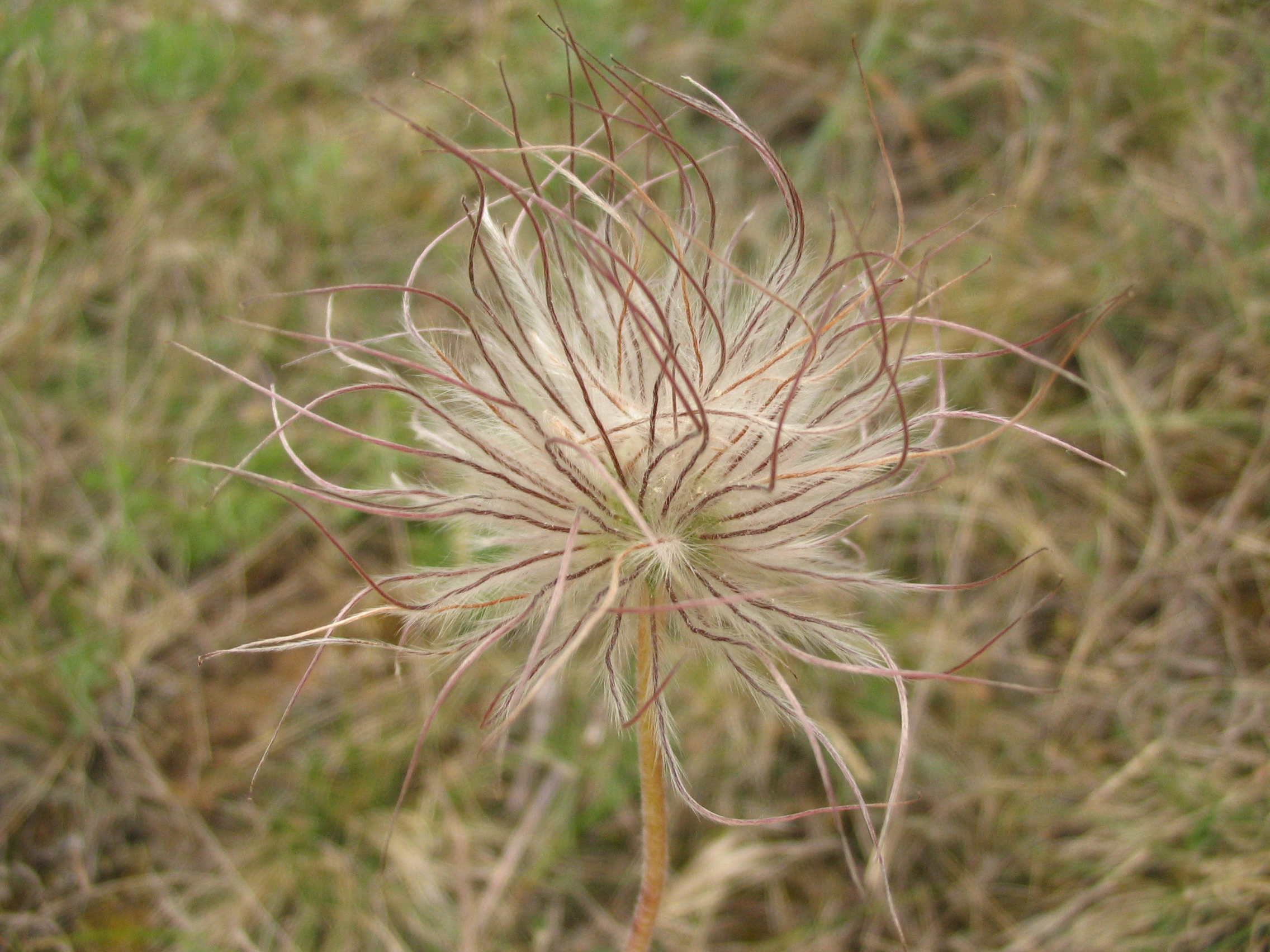
A magyar kökörcsin

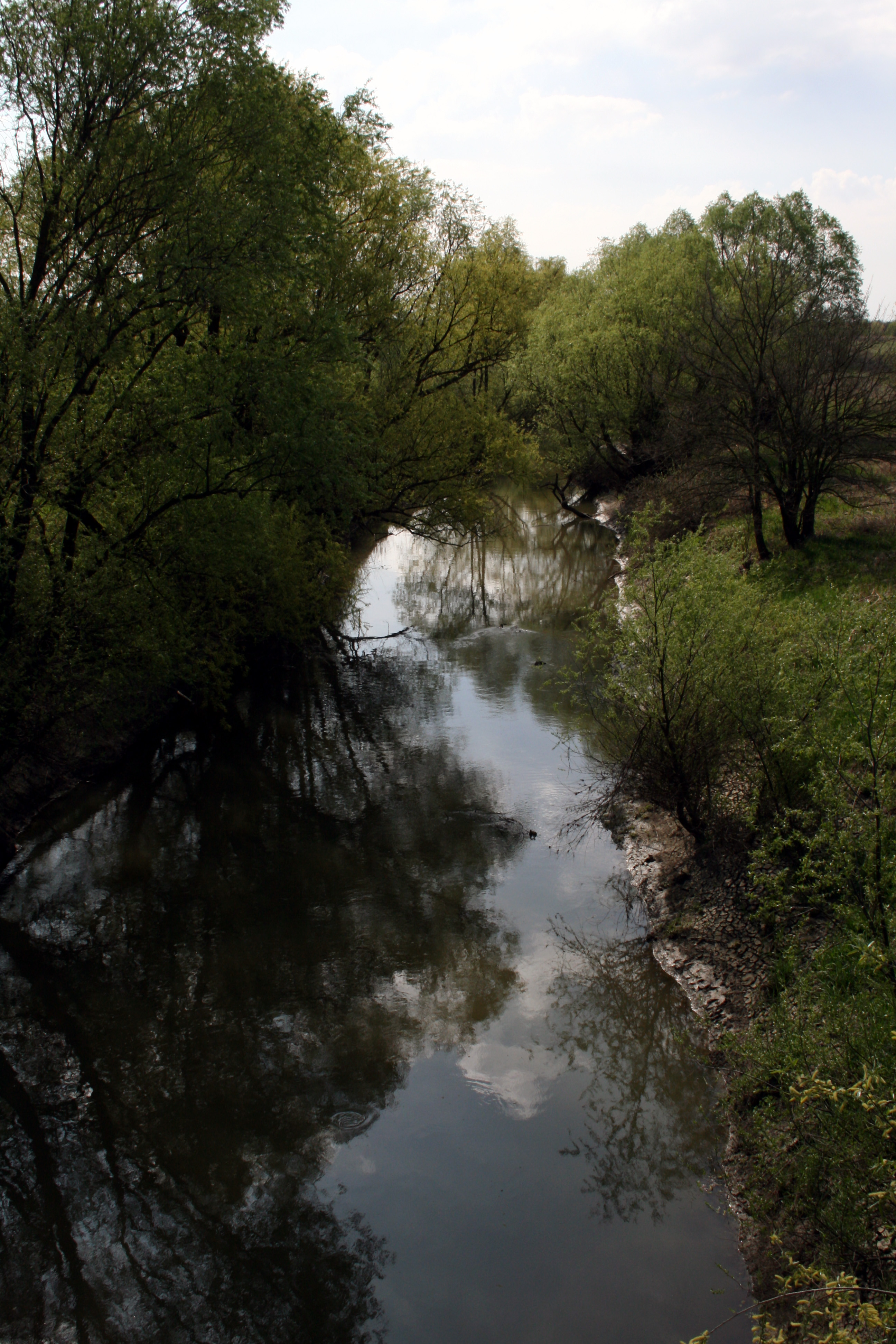
A Kraszna Mátészalkánál

### Felszíne
A Nyírség az Alföld egy kisebb résztája. Felszínének kialakításában a folyók és a szél játszották a legnagyobb szerepet. A folyók hordalékkúpokat és elhagyott medreik mentén vastag üledéket raktak le. A hordalékkúpok anyagából a szél homokot halmozott fel. Jellemző geológiai képződményei a lösz, a barnaföld, a különböző homokformák, a futóhomok, az agyag és a tőzeg.
Átlagosan 20–50 m magasan emelkedik a Tiszántúl síkja felé, a legmagasabb pontja a Nyírbogát területén található Hoportyó, amely 183 méter magas.

### Kialakulása
A Nyírség a Gömöri és Szolnoki–flis szerkezeti egységeken nyugszik. A középidőtől a neogénig vulkanizmus volt jellemző a térségre, egymás után több vulkáni ciklus is lezajlott, 2-3 millió éves különbségekkel. A Pannon-tenger üledékeinek és az alatta húzódó 10-15 millió éves tufarétegek határa átlagosan 2000-2500 méter, néhol a 4000 méteres mélységet is eléri. A pannóniai üledékrétegek vastagsága a Nyírségben 1000-2000 méter között ingadozik. A területet az Alföld ÉK-i részén található folyók töltötték fel, majd fel is szabdalták a pliocénben. Ekkor a Tisza és a Szamos a Nyírség déli részén folyt le.
A pleisztocén közepén a folyók a hegyvidékeken bevágódásnak indultak, majd hordalékkúpot kezdtek el építeni. A nyírségi hordalékkúp létrehozásában a Tapoly, Ondava, Latorca, Borsava, Tisza, Túr és Szamos folyók vettek részt. A pleisztocén végére a folyók három fő réteget hoztak létre, az első ezek közül egy alsó 70–80 m vastagságú folyóvízi homok, iszap és agyagfrakció. A második 30–40 m vastag, folyóvízi homokból, iszapból és agyagból valamint kavicsrétegekből áll, efölött található az 5–15 m vastagságú homokréteg.
A félig kötött homokterületek az würm eljegesedés után alakultak ki, a Nyírség északi részén a szélbarázdák, deflációs mélyedések, garmadák, maradékgerincek, a délebbi területeken pedig a parabolabuckák jellemzőek. A felszínt napjainkban lösz és futóhomok fedi, lerakódásukhoz eltérő éghajlat és növényzeti fedettség volt szükséges. Azonban a ma látható formák az emberi beavatkozásnak köszönhetőek, mivel a 18. és 19. századi erdőirtások miatt újból mozgásba jött a futóhomok.

### Éghajlat
A Nyírség éghajlata kontinentális, területe hűvösebb, mint az Alföld többi része, viszont az éves napfénytartam nagyobb, 1975 óra. Az évi középhőmérséklet 9,6-9,7 C°, az átlagos éves csapadékmennyiség 583 mm. A hótakarós napok száma 40, a hótakaró átlagos vastagsága 17–18 cm. Az uralkodó szélirány: É-i, ÉK-i és DNy-i.

### Élővilág
Növényzet:
A természetes növénytakaró a nyír és a tölgy volt, ám napjainkra csak a Nyírség területének 10-12%-án találhatunk tölgyerdőket, helyette jellemző az akác. A természetes vegetáció csökkenésének oka elsősorban a mezőgazdasági termelés.
A Nyírség növényzete az Eupannonicum flóravidékbe, azon belül is Nyírségense flórajárásba tartozik. 
Jellemző társulások:
- Erdőtársulások: tölgy-kőris-szil ligeterdők, fűz- és égerlápok, pusztai tölgyesek, gyöngyvirágos tölgyesek
- Nyílt társulások: homokpusztagyepek, rétek, homoki legelők
- Lágyszárúak: nádfélék, tőzegeper, magyar kökörcsin, debreceni csormolya, réti angelica

Déli részének gyepterületein a csillagpázsit (Cynodon dactylon) a domináns faj Hajdúsámson térségében, de megtalálhatóak még az ezüstperje (Corynephorus canescens), a sovány csenkesz (Festuca pseudovina), a magyar csenkesz (Festuca vaginata) is.
Állatvilág:
A Nyírség területén is jellemzőek a Magyarországon elterjedt vadak: őz, vaddisznó, róka. Rágcsálói a mezei nyúl, ürge, hörcsög, egérfélék, valamint jellemzőek a kis termetű ragadozók, például görény, nyest, hermelin. A vízparti területeken jellemzőek a vízi életmódhoz kötődő állatok: vízimadarak, vidra, halak, békák. Különlegessége a bátorligeti fauna, mely jégkorszaki maradványelemeket tartalmaz, pl. elevenszülő gyík.

### Vízrajz
A Nyírség fontosabb folyó közé tartozik a Keleti-főcsatorna, a Lónyai-főcsatorna, a Tisza, a Kraszna és a Szamos. A jelentősebb állóvizeik közé tartozik a Vajai-tó, Bátorligeti ősláp, Kállósemjéni ősmohos és a nyíregyházi Sós-tó.
Az 1800-as évek közepéig a domborzati viszonyok sajátosságai miatt a Nyírség legnagyobb része lefolyástalan volt. A csapadékos időkben a homokdombok közötti mélyedésekben összegyűlt víz a terület nagy részén lehetetlenné tette a földek művelését. A helyzet rendezésére 1879-ben alakult meg a Nyírvíz Szabályozó Társulat, s készült el a Nyírség vízszabályozásának terve. A folyószabályozások következtében ma már a Nyírségnek egyetlen
természetes állapotban lévő vízfolyása sincs.
- Tisza: A Tisza a Duna leghosszabb mellékfolyója, Közép-Európa legfontosabb folyóinak egyike, amely áthalad Magyarország, Románia, Szlovákia, Ukrajna, valamint Szerbia területén. Vízgyűjtő területe mintegy 157 000 km², vízállása erősen ingadozó. Átlagos vízhozama Szegednél 820 m³/s, de mértek már itt 97 m³/s-os legkisebb és 4700 m³/s-os legnagyobb vizet is.[3] A Tisza magyarországi szakasza 597 km hosszú.
- Kraszna: A Kraszna Románia nyugati és Magyarország keleti részén folyik. Romániában, az Erdélyi-középhegységben, a Meszes-hegység nyugati szélén, 565 méter magasságban ered Kraszna mezőváros közelében és Magyarországon a Szamos torkolatának közelében ömlik a Tiszába (annak bal partján) Vásárosnamény és Kisvarsány között. Hossza 193 km (147 km Romániában, 46 km Magyarországon), vízgyűjtő területe 3142 km² (2255 Romániában, 887 Magyarországon).
- Szamos: A Szamos a Tisza bal oldali mellékfolyója, hossza 411 km, ebből Magyarország területére az alsó folyószakasz esik, mely 52 km. A folyó Magyarország mai határát Csenger szélén, Komlódtótfalunál éri el, és Gergelyiugornyánál torkollik a Tiszába. A szeszélyesen kanyargó folyó szabályozását 1890-ben fejezték be: összesen 22 átmetszés készült, mintegy 26 km hosszúságban. A folyó mindkét partján töltés húzódik.
- Keleti-főcsatorna: A Keleti-főcsatorna egy 98 km hosszú[4] csatorna Tiszalök (Tisza) és Bakonszeg (Berettyó) között. A Tiszántúl vízgazdálkodását segítő csatornarendszer fontos része. A csatornát több, mint évszázaddal az első tervek felmerülése után, 1956-ban nyitották meg. Ma közvetlen gazdasági jelentősége mellett természetvédelmi szempontból is fontos, otthont ad a Tisza-vidék szennyezésre érzékeny halfajainak is.
- Lónyai-főcsatorna : A Lónyai-főcsatorna Berkesz-ről kiindulva a Nyírség vizeit gyűjti össze, és Gávavencsellő alatt vezeti a Tisza folyóba. A Lónyai-főcsatorna fő ága 1879-ben készült el. A főfolyások hossza 750 km volt, de a csatornahálózat végső kiépítése és befejezése csak 1939-ben történt meg. A Lónyai-főcsatornába délről hat nagyobb és több kisebb csatorna torkollik, hossza 91 km.

## Tájegységek

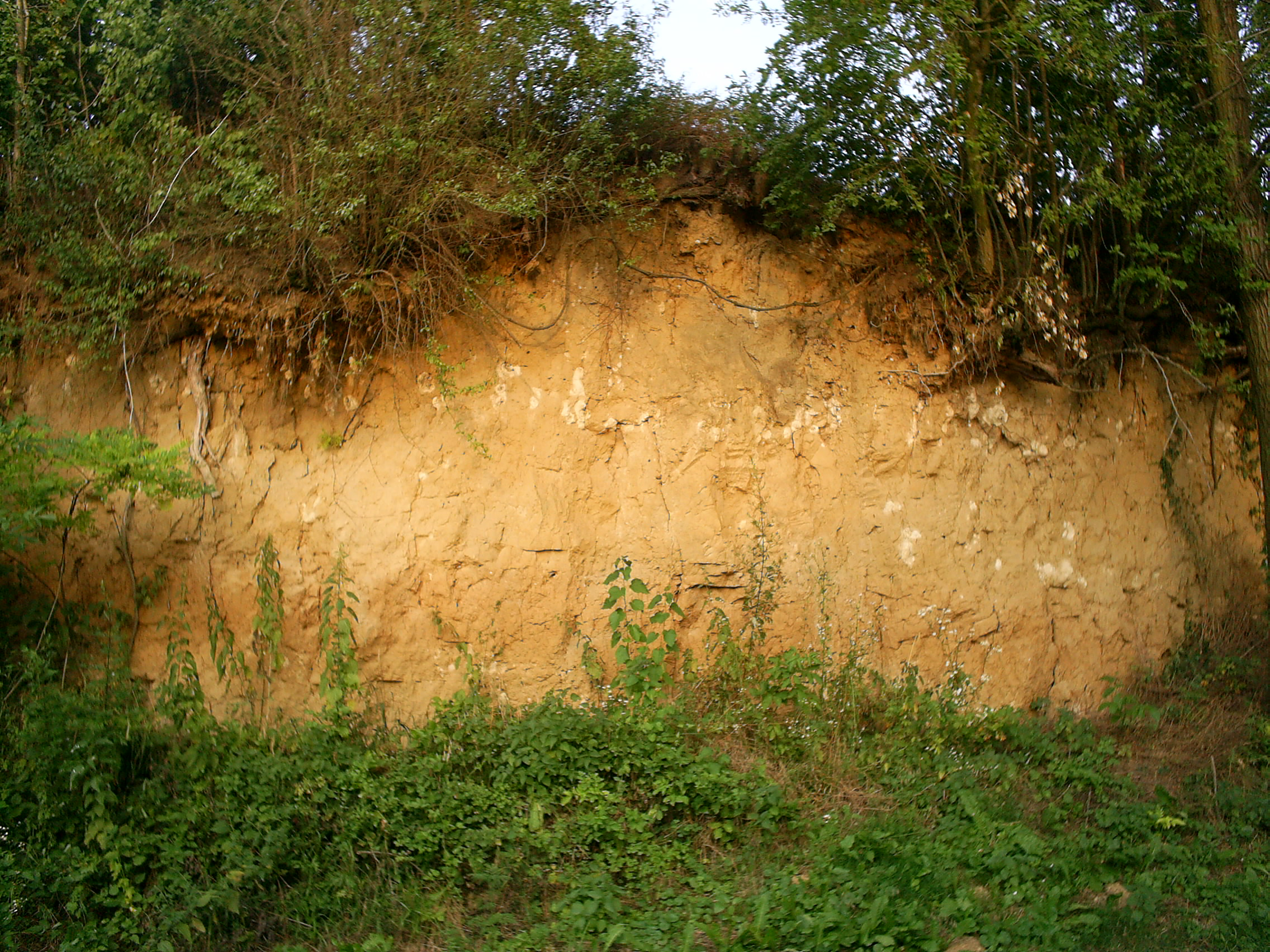
Löszfal

### Közép-Nyírség
A Közép-Nyírség területén futóhomokformák fordulnak elő nagyobb számban. A löszös felszínek laposak és kisebb területűek. A homokfelhalmozódások sokszor szabálytalan alakot vesznek fel, parabolabuckából is keveset találhatunk. A szélbarázdák az északi részeken elérhetik a 12-16 méteres magasságot is, viszont a Nyíregyháza - Nagykálló - Máriapócs vonaltól délre már alacsonyabbak, csak 3-8 méter magasságúak.

### Északkeleti-Nyírség
Ez a résztájegység a Nyírség legidősebb területe, itt hatalmas futóhomokformák alakultak ki, különböző típusú szélbarázdákat, valamint maradékgerinceket lehet látni. A felszín nyugat, északnyugat irányba fokozatosan ellaposodik.

### Délkeleti-Nyírség (Nagykárolyi-homokhát)
Itt is a futóhomok az uralkodó, kevesebb a szélbarázda. A kialakuló parabolabuckák aszimmetrikusak, magasságuk 2–15 m között változik. Ezen terület különleges formája a „nyírvízlaposok”, melyek egykori medermaradványokban alakulnak ki, pl.: Bátorligeti-láp.

### Dél-Nyírség (Ligetalja)
Uralkodó a futóhomok a területen, de változatos, komplex formák is létrejöhetnek, jellemző hogy a garmadák parabolabuckává alakulnak, vagy ezek kombinációjából még újabb formák keletkeznek. A szegélybuckák 2 km hosszúak és akár 15–18 m magasak is lehetnek. Különlegessége, hogy a Dél-Nyírség területének közel 30%-át erdő borítja.

### Nyugati- vagy Löszös-Nyírség
A Nyugati-Nyírség a Kótajt Újfehértóval összekötő vonal és a Hajdúság között terül el. Jellemző, hogy felszínét szinte csak lösz borítja, futóhomokot nem találhatunk. Megfigyelhető a folyóvölgyek hiánya is, a jellemző formák a szélbarázdák, garmadák, maradékgerincek.

## Társadalomföldrajzi jellemzők

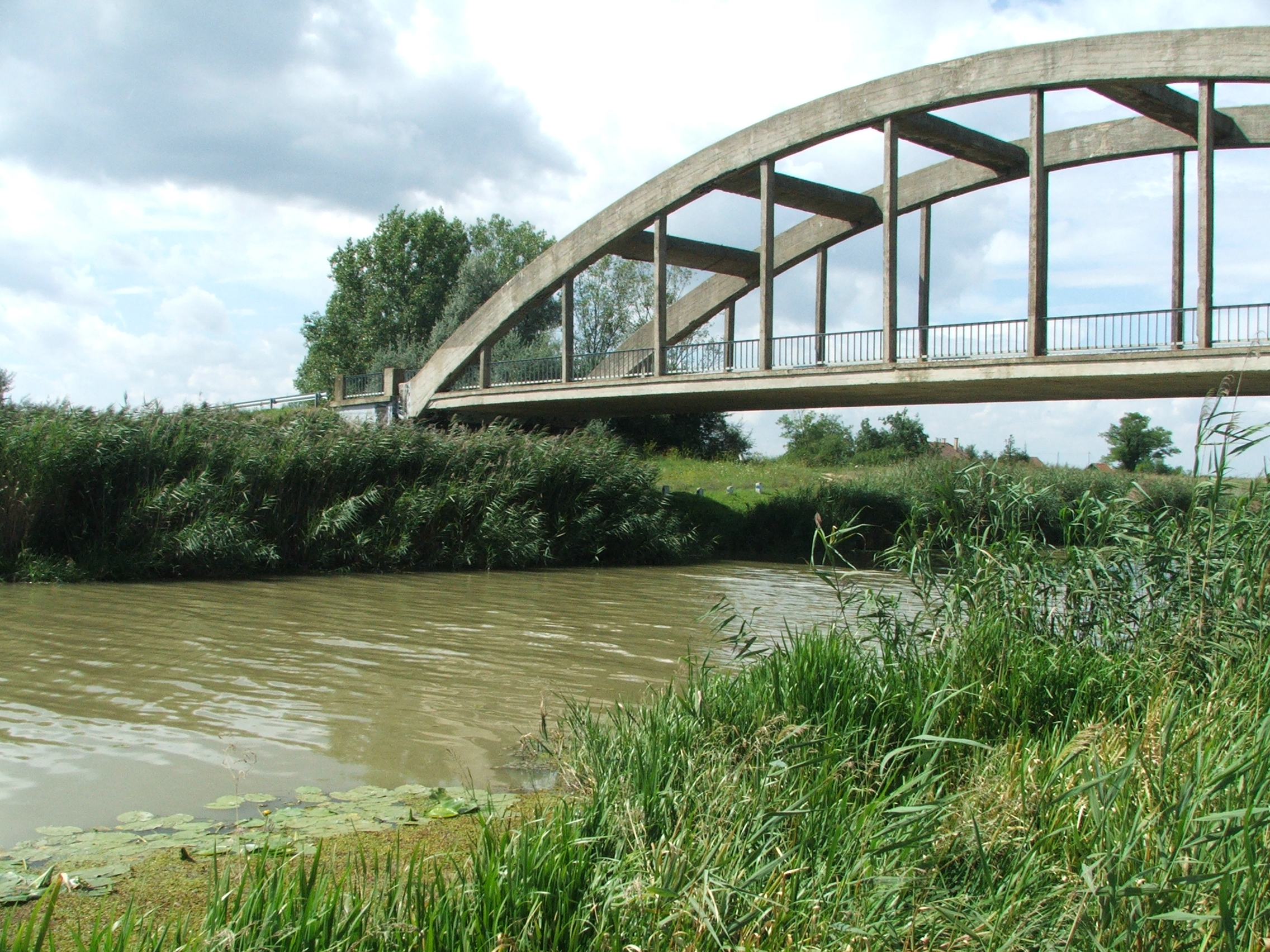
Híd a Keleti-főcsatorna fölött Hajdúnánás közelében

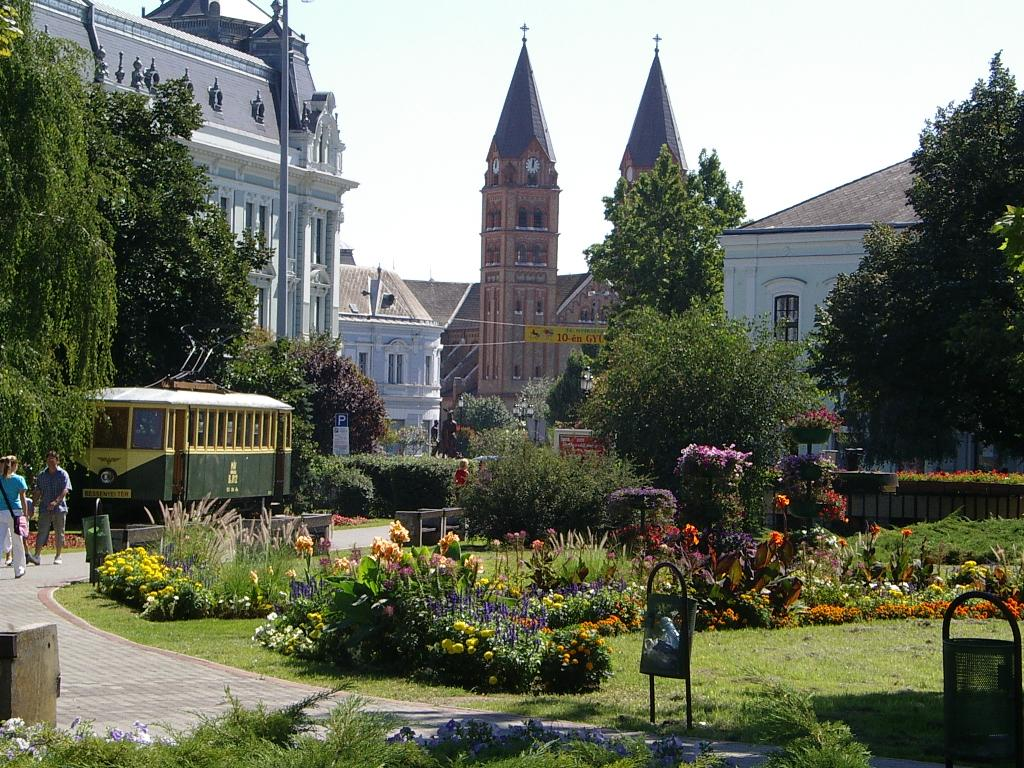
Nyíregyháza belvárosa

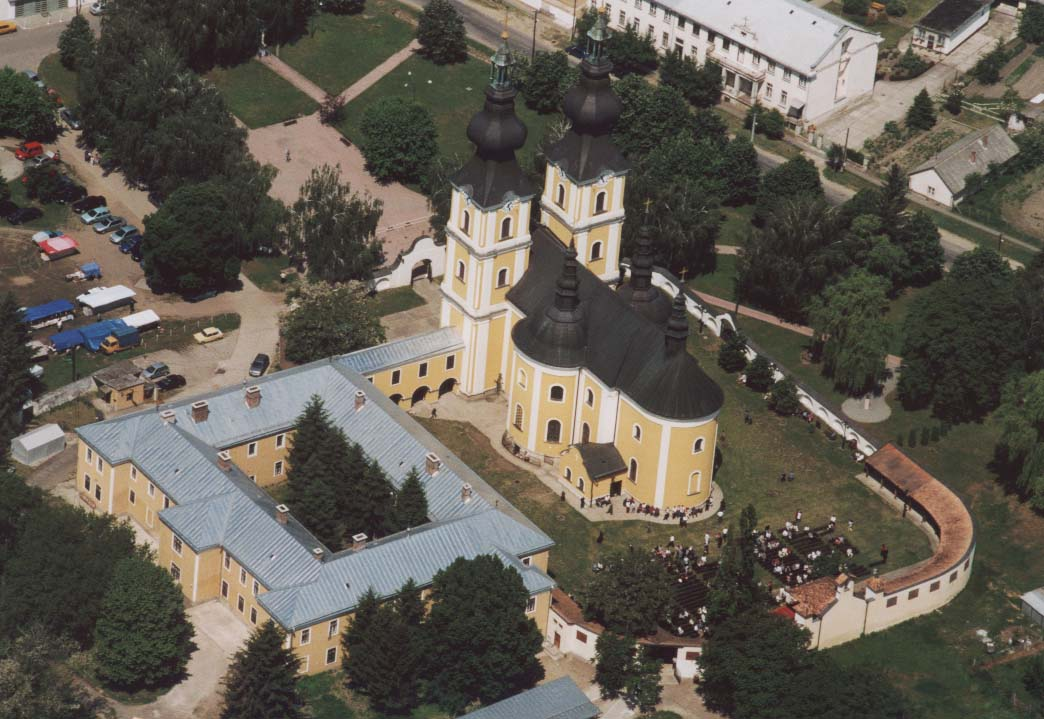
Máriapócs – Mária-kegyhely temploma

### Települések
Az ember 7-10 ezer évvel ezelőtt telepedett meg itt, a nagyobb települések főként a kilencedik században jöttek létre a honfoglalás idején. A Nyírség később, a 11. és a 18. században elnéptelenedett. A Nyírség változatos etnikai összetételű, mivel a 18. században az elhagyatott területeket szlovákok, románok, oroszok és németek népesítették be, ezen népcsoportok napjainkra már teljesen asszimilálódtak.
A legnagyobb települése Nyíregyháza, mely Szabolcs-Szatmár-Bereg vármegye székhelye is egyben.
A Nyírség települései:
| - Apagy - Baktalórántháza - Balkány - Berkesz - Besenyőd - Biri - Bátorliget - Bököny - Csanálos - Csaroda - Dombrád - Encsencs - Érpatak - Fábiánháza - Fülöp - Geszteréd - Hodász - Jármi - Kemecse | - Kisléta - Kállósemjén - Kántorjánosi - Kótaj - Laskod - Levelek - Lovastanya (Geszteréd) - Lövőpetri - Ludastó - Magy - Máriapócs - Mérk - Nagycserkesz - Nagydobos - Nagyecsed - Nagykálló - Napkor - Nyírábrány - Nyíradony - Nyíregyháza | - Nyírmada - Nyírtura - Nyírvasvári - Nyíracsád - Nyírbogdány - Nyírbogát - Nyírbátor - Nyírbéltek - Nyírcsaholy - Nyírcsászári - Nyírderzs - Nyírgelse - Nyírgyulaj - Nyíribrony - Nyírjákó - Nyírkarász - Nyírkáta - Nyírkércs - Nyírlugos | - Nyírlövő - Nyírmeggyes - Nyírmihálydi - Nyírmártonfalva - Nyírparasznya - Nyírpazony - Nyírpilis - Nyírszőlős - Nyírtass - Nyírtét - Ófehértó - Papos - Penészlek - Perkedpuszta - Petőfitelep (Balkány) - Piricse - Pusztadobos - Petneháza - Pócspetri | - Ramocsaháza - Rétközberencs - Rohod - Szakoly - Szakolykert - Szállásföld (Geszteréd) - Székely (település) - Sényő - Tamásipuszta - Táncsicstelep - Terem (település) - Tiborszállás - Téglás - Újfehértó - Vaja - Vállaj - Zsindelyes - Ömböly - Őr |

### Természeti erőforrások
Jellemző, hogy a Nyírség területén kevés energiaforrás és ásványkincs található, így az ipar helyett inkább a mezőgazdasághoz adottak a feltételek. A fontosabb természeti erőforrások közé tartozik a Tarpai-Nagyhegy dácitja, a gyepvasérc, a földgáz és az agyag.
- A tarpai  Nagy-hegy: a hegy vulkáni kúpját dácitos kőzet építi fel, területén kőfejtő működik. Különlegességét az adja, hogy a dácitban diabázzárványok találhatóak.
- Gyepvasérc: A gyepvasérc a Nyírség „nyírvízlaposainak” képződménye, a vastartalmú talajvíznek köszönhetően alakulnak ki,[5] koruk 3500-5000 év. A gyepvasérc készlet kicsi és nem gazdaságos kitermelése sem.
- Földgáz: A Nyírség területén található a penészleki földgázmező, mely közel 500 millió m³-es készlettel rendelkezik.
- Agyag: A Nyírség rétegsoraiban található agyag, több téglagyár is létesült emiatt a térségben, például Fehérgyarmaton, Tiszabercelen és a nyugat-nyírségi Tiszavasváriban.

### Gazdaság
A Nyírség területén intenzíven mezőgazdasági termelés jellemző, fő termesztett növények a paradicsom, napraforgó, dohány és különböző gyümölcsök, főként az alma. A földeket öntözik. A homokos talajú területeken jellemző a szarvasmarha-tenyésztés.